# Fluide Glacial
Fluide Glacial ist ein französisches Comicmagazin, das 1975 von den Comiczeichnern Marcel Gotlieb alias Gotlib und Dominique Vallet alias Alexis gegründet wurde. Fluide Glacial erscheint monatlich und beinhaltet Comics verschiedener Zeichner. Ergänzt wird das Magazin durch Biografien und Neuigkeiten aus der Comic-Szene. Das Magazin wurde 2002 von 14.000 Abonnenten bezogen.

## Inhalte
Gotlib verließ 1975 das ebenfalls von ihm gegründete Magazin L’Écho des Savanes und gründete Fluide Glacial, um seine Idee eines Comicmagazins selbständig umzusetzen. Er  verfolgte mit dem Magazin ein von anderen Publikationen der Zeit abweichendes Konzept, indem er sich ausschließlich auf Comics spezialisierte, die einen überdrehten, teilweise satirischen Humor zeigten.
In der Tradition Gotlibs bisheriger Werke standen auch weitere zu Fluide Glacial gekommene Zeichner wie Édika und Daniel Goossens. Von 1977 bis 1983 erschienen die Schwarzen Gedanken von André Franquin, die zuvor in der eingestellten Zeitschriftenbeilage Trombone Illustré veröffentlicht wurden.
Andere Zeichner, darunter Christian Binet, Carlos Giménez, Jean-Marc Lelong (siehe Carmen Cru) und Maëster (siehe Sœur Marie-Thérèse des Batignolles), aber auch jüngere Künstler wie Manu Larcenet erweiterten das Spektrum des Magazins, das im Laufe der Jahre insgesamt Comics von über 120 Autoren veröffentlichte.
2012 erschien im Verlag der Band: Cinérama. Une sélection des meilleurs plus mauvais films du monde, gezeichnet von Charles Berbérian.
Comics aus Fluide Glacial wurden in Deutschland vor allem im Magazin U-Comix veröffentlicht, das auch etliche Cover-Motive von Fluide Glacial übernahm. Nach Vorabdruck in U-Comix erschien dann von besonders beliebten Autoren (Gotlib, Maëster, Édika …) auch Alben im Volksverlag, bzw. später dann bei Alpha.